# چوبوتی‌سور
چوبوتی‌سور (نام علمی: Chubutisaurus) نام یک سرده از زیرراسته سوسمارپاشکلان است.